# St Mary's Stadium
St Mary's Stadium este un stadion de fotbal din Southampton, Anglia. Este stadionul pe care clubul de fotbal Southampton FC joacă meciurile de pe teren propriu din 2001. Stadionul are o capacitate de 32.384 și este în prezent cel mai mare stadion de fotbal din sudul Angliei cu excepția Londrei.